# San Germano Chisone
San Germano Chisone är en ort och kommun i storstadsregionen Turin, innan 2015 provinsen Turin, i regionen Piemonte, Italien. Kommunen hade 1 776 invånare (2017).